# John Sharper
John Sharper, né le 23 avril 1984, est un joueur de basket-ball américain évoluant au poste d'arrière en Suisse avec la BC Boncourt Red Team.

## Biographie
Après la fin de son cursus au sein des Aztecs de San Diego State en 2005, cet arrière de 1 mètre 86 évolue en Europe. Tout d'abord en Ukraine au club de BK Boudivelnyk, puis à Chypre et en Israël, avec le club de Maccabi Ironi Ramat Gan.
Il entame ensuite une carrière en Suisse en 2010 au BBC Monthey, qui atteint la finale de la coupe de Suisse pour la première fois depuis quatre ans, puis au BC Boncourt Red Team depuis 2012.